# 中野優作
中野 優作（なかの ゆうさく、1982年〈昭和57年〉3月11日 - ）は、香川県出身の日本の起業家、YouTuber。株式会社BUDDICA、BUDDICA・DIRECT株式会社、株式会社クラクションの代表取締役社長（CEO）。

## 略歴
1982年、香川県さぬき市生まれ。人口5,000人もいない港町で育つ。
高校を1年生で中退し、友人に誘われて土木作業員として就職。2008年10月、26歳のときに生涯年収の限界が見えたことで営業職の道を選択し、株式会社ビッグモーター（現 株式会社WECARS）讃岐店に入社。店舗No.1の売上を上げ、営業未経験から1年半の28歳で四国香川坂出店の店長に昇進。数年で幹部に昇進し、買収した子会社・株式会社ハナテンの社長に就任。再建とグループへの組み込みを担当し、その最中に会社との経営方針の違いが浮き彫りとなり、創業一家の世代交代に合わせ、身を引く形で2017年5月に退社。
その後、中古車販売の経験を生かし、2017年6月に「新車を作らず、愛車を作ろう。」をモットーに中古車のBtoB販売をメインとした株式会社BUDDICAを創業し、代表取締役社長（CEO）に就任。社名は「Buddy（相棒）」と「Car（車）」を組み合わせたもので、これには「過去の競争を超え、信頼できるパートナーとしての関係を築きたい」という願いが込められている。
また、2021年8月11日にYouTubeチャンネル『中野優作 / 人生に愛車を。（旧チャンネル名：BUDDICAchannel / バディカチャンネル）』を開設し、中古車業界の不透明性は自動車業者と顧客の知識差にあると考え、それを埋めるための活動を開始。
BUDDICAは現在、累計販売台数32,000台の取引実績を誇り、創業5年で四国中古車販売台数1位となり、日本最大級の業販サイトであるオートサーバー登録店舗にて「5ツ星認定店」3年連続受賞および3年連続「販売台数1位」など数々の表彰を獲得している。
2023年4月、ビッグモーターの不祥事である『FRIDAY』の「タイヤの穴空け」報道を受け、YouTubeでビッグモーターに対しての発信を開始。ABEMAの『ABEMA Prime』をはじめ多くのメディアにコメンテーターとして出演し、中古車業界の元大手幹部として業界の現状を訴えるコメントをした。
2024年2月、株式会社Seibii 取締役 佐川 悠、インフルエンサー 田端 信太郎とともに「だまさないからネットで売れる」というスローガンの元、中古車をインターネット販売するBUDDICA・DIRECT株式会社を創業。稼働8か月で累計1,000台の取引実績を達成。

## 人物
幼少期から落ち着きがなく、宿題が苦手で、先生に毎日怒られていた。興味のあることに過集中する性格で、危険な場所に行ったり、1人で冒険に出かけて真っ暗になるまで帰らないことも多かった。中学生のころは地元のヤンキー文化に触れるものの、強制的な序列を受け入れられない性格だったこともあり離脱、誰にも拘束されない自由を大切にする少年だった。
1,000台規模の中古車展示場をつくるのが夢。
多くのマネジメント本を読んでおり、著書やYouTubeチャンネル、出演番組でマネジメントの父と呼ばれたピーター・ドラッカーやスティーブ・ジョブズ、ニーチェ等の言葉を度々引用している。

## 書籍
- クラクションを鳴らせ！ 変わらない中古車業界への提言（2023年8月31日、幻冬舎、ISBN 9784344041622）[13]